# Povo que lavas no rio
Povo que lavas no rio (Les gens qui se lavent dans la rivière) est une chanson portugaise dans la tradition du fado, écrite par le poète Pedro Homem de Mello, et interprétée par Amália Rodrigues sur une musique de Joaquim Campos. 

## Histoire
Le texte de Pedro Homem de Mello « est un vibrant hommage rendu au peuple portugais qui traversait à l’époque salazariste une situation de grande pauvreté, parle d’un pays rural et sous-développé économiquement ».
Amália Rodrigues l'enregistre en 1962 chez Columbia Records.

## Autres versions
La chanson est reprise  entre autres par António Variações en 1982, par José Cid sur son album Fado de Sempre (1987), par Dulce Pontes sur son album Lágrimas (1993), par Mafalda Arnauth sur son album Flor de Fado (2008), ou par Mariza sur son album Canta Amália (2021).